# AltDesk
AltDesk — условно-бесплатная утилита, которая представляет собой менеджер виртуальных рабочих столов, разработанная командой программистов «Gladiators Software».

## Описание
Программа способна расширить стандартные функциональные возможности рабочего стола Microsoft Windows, а также детально изменить его внешний вид, за счёт большого количества обложек (с поддержкой создания своих собственных, благодаря виджетам). 
Главная особенность утилиты заключается в том, что она способна создать до 256 виртуальных экранов. Такие экраны обладают рядом преимуществ по использованию, включают в себя автозапуск, предоставляют удобное переключение между экранами, которое осуществляется за счёт мыши или горячих клавиш, а также горячая клавиша «Boss key» или «Босс идет» для мгновенного скрытия активного десктопа от нежелательных взглядов. 
Весь интерфейс предоставлен в виде плавающей док-панели с нетребовательными к ресурсам системы запросами, которая при наведении мыши на иконку ранее созданного десктопа отображает всплывающий эскиз с содержимым окна.

## Возможности
Возможности программы заявленные на официальном сайте программы:
- Гибкий и простой в использовании интерфейс.
- Подсказки, благодаря которым легче настроить AltDesk.
- Поддержка скинов и тем оформления, а также их настройка, благодаря виджетам.
- Настройка прозрачности окон.
- Горячие клавиши для любых операций.
- Поддержка систем с несколькими мониторами.
- Список автозапуска для каждого Рабочего стола.
- Минимальное потребление системных ресурсов.
- Настройка фоновых рисунков для каждого Рабочего стола.
- Содержательные подсказки (с миниатюрами для каждого окна) для всех задач.
- Опция «вернуть окно» для случайно закрытых приложений.
- Многоязычная поддержка.

## Системные требования
Утилита работает в операционных системах семейства Microsoft Windows, в частности на Windows 2003, Windows XP, Windows Vista, Windows 2008, Windows 7, включая 64-разрядных версии платформ Windows XP/Vista/7.